# Segno diacritico
Un segno diacritico (o semplicemente diacritico, dal greco antico διακριτικός?, diakritikòs, "separativo, distintivo", derivato da διακρίνω, diakrìno, "io distinguo") è un segno aggiunto a una lettera per modificarne la pronuncia o per distinguere il significato di parole simili.

## I diacritici nelle diverse lingue
I segni diacritici compaiono generalmente al di sopra o al di sotto della lettera cui si riferiscono, anche se vi sono casi in cui la posizione è diversa. Non tutti i segni staccati dal corpo principale della lettera hanno un uso diacritico, ad esempio i punti delle lettere i e j sono parte integrante della lettera, e non ne rappresentano una variazione. Il vero e proprio diacritico non fa parte della lettera, come accade per esempio in italiano per l'accento ("e", "è", "é" non sono tre lettere diverse, ma la stessa lettera e con o senza accento). In altri casi, il diacritico crea la differenza tra due grafemi che sono considerati due lettere distinte: p.es. nel turco è presente una i senza punto - "ı" - che differisce dalla "i" per l'assenza del punto (dal nostro punto di vista si può considerare un diacritico "alla rovescia").
Inoltre un segno può essere diacritico in una lingua, ma non in un'altra; ad esempio in catalano, spagnolo e portoghese u e ü hanno il medesimo suono, mentre in tedesco, ungherese, estone, azero e turco rappresentano suoni diversi.
Il principale uso dei segni diacritici è modificare il suono di una lettera, ma vi si fa ricorso anche per cambiare il valore grammaticale e il significato di una parola (ad esempio, in italiano, l'articolo e pronome la rispetto all'avverbio là: la pronuncia è la medesima). Segni diacritici servivano anche in greco antico per distinguere le lettere dai numerali che queste rappresentavano.

## Tipi di diacritici
- ( ˙ ) punto sovrascritto, usato:
  - in maltese sulle consonanti "c", "g" e "z"
  - in polacco sulla "z"
  - in lituano sopra la vocale "e"
  - nell'alfabeto arabo (usato per l'arabo ma anche per altre lingue come il farsi, l'urdu ecc.) i punti sovrascritti, in numero di uno, due o tre, sono usati per moltissime lettere (p.es. nel corpo di una parola un dentino con un solo punto sovrascritto per la n, due punti per la t, tre punti per la th)
- ( . ) punto sottoscritto, usato:
  - nella trascrizione del sanscrito (IAST) e di altre lingue indoarie: sotto la "m" per rappresentare l'anusvāra; sotto la "h" per rappresentare il visarga; sotto la "t", la "d", la "s" e la "n" per indicare le corrispondenti retroflesse
  - nelle traslitterazioni, usando l'alfabeto latino, dell'arabo e delle altre lingue semitiche, sotto le lettere "t", "h", "d", "s" e "z" per indicarne le corrispettive enfatiche (faringalizzazione) o l'aspirazione marcata
  - nell'alfabeto arabo anche i punti sottoscritti, in numero di uno, due o tre, sono usati per moltissime lettere (p.es. nel corpo di una parola un dentino con un solo punto sottoscritto per la b, due punti per la y, in alcuni dialetti inoltre usano tre punti per la traslitterazione della p da lingue occidentali)
  - nelle scritture Brahmi, utilizzando il nukta, per importare da un altro linguaggio un suono di cui non si ha un grafema corrispondente
- ( ¸ ) cediglia
  - in francese e in portoghese, sotto la "c"; in turco, sotto la "c" e sotto la "s": "ç", "ş"
- ( ˛ ) codetta o "uncino polacco", usato anche nel lituano (dove viene chiamato nosinė)
- ( ¨ ) dieresi (da non confondere con l’umlaut, che è graficamente identico ma ha un significato differente), diacritico in molte lingue europee tra cui l'italiano.
- ( ° ) kroužek o anello; a differenza del ceco (dove è usato sulla vocale "u"), nelle lingue scandinave non è considerato un diacritico, ma parte integrante del carattere å
- ( ˘ ) breve; usato sulla vocale "u" in esperanto e sulla "a" in rumeno (dove viene chiamato căciulă); viene inoltre usato in turco, dove non indica brevità bensì distingue la ğ, ossia la "yumuşak ge" ("g morbida"), dalla "g"
- ( ˇ ) pipa o háček ("uncino" in ceco).
  - Viene chiamato anche accento anticirconflesso o mäkčeň ("addolcitore" o "segno di palatalizzazione") in slovacco, strešica ("tettuccio") o kljukica ("uncino") in sloveno, kvačica ("uncino") in croato e in serbo, katus ("tetto") in estone e hattu ("cappello") in finlandese
  - nelle traslitterazioni dall'arabo è sulla "g" per rendere il suono dolce (equivalente alla "j" o alla "g" dolce italiana, a seconda della regione)
  - nel pinyin per rendere il III tono
- ( ˆ ) accento circonflesso, usato:
  - in esperanto (dove viene chiamato ĉapelo) sulle consonanti "c", "g", "h", "j", e "s"
  - in rumeno sulle vocali "a" e "i"
  - in slovacco (dove viene chiamato vokáň) sulla "o"
  - e inoltre nelle lingue italiano, francese, gallese, norvegese, portoghese, friulano, siciliano
- ( ¯ ) macron o segno di vocale lunga, usato anche nelle lingue lettone e lituana (dove è chiamato brūkšnelis), e nella traslitterazione rōmaji del giapponese, nonché nel pinyin per indicare il I tono
- ( ¨ ) Umlaut[1] (da non confondere con la dieresi, che è graficamente identica ma ha un significato differente), diacritico in molte lingue, ma parte del carattere nelle lingue scandinave e in russo.
- accento
  - ( ` ) accento grave
  - ( ´ ) accento acuto
  - (   ̏ ) doppio accento grave
  - ( ˝ ) doppio accento acuto
- spirito
  - (  ̔) spirito aspro
  - (  ̓) spirito dolce
- segno dell'apostrofo ( ʾ ) per rendere la hamza araba (brusca emissione o interruzione del suono, o "colpo di glottide")
- segno dell'apostrofo contrario ( ʿ ) per rendere la consonante "ʿayn" araba
- gancio (dấu hỏi), usato in vietnamita
- corno (dấu móc), usato in vietnamita
- taglio obliquo o sbarra obliqua, come quello sulla lettera Ł in polacco e in veneto e sulla Ø in danese e norvegese, le quali però sono considerate caratteri veri e propri.

Tra i segni diacritici che hanno anche altri usi, si hanno:
- ( | ) barra verticale
- ( , ) virgola
  - in romeno, sotto la "s" e la "t": "ș", "ț"
- ( ˜ ) tilde
  - in portoghese per indicare la nasalizzazione delle vocali: "ã", "õ"
  - in castigliano per indicare la palatalizzazione della consonante "n": "ñ"
  - in greco come accento circonflesso
- (   ҃ ) titlo, usato nel cirillico antico per le abbreviazioni
- ( ' ) apostrofo, usato nelle lingue agglutinanti turciche per aggiungere desinenze a parole di origine straniera
- ( : ) due punti, usato nelle lingue agglutinanti diverse dal turco e dalle lingue turciche per aggiungere desinenze a parole di origine straniera
- ( - ) trattino, usato per la divisione in sillabe

## Segni diacritici di scritture latine

### Lingue baltiche

#### Lettone
Nell'alfabeto lettone sono presenti undici segni diacritici, tra cui: il macron (ā, ē , ī , ū), la pipa (č, š, ž) e la cediglia (ģ, ķ, ļ, ņ).

#### Lituano
Nell'alfabeto lituano sono presenti nove segni diacritici, tra cui: la codetta (ą, ę, į, ų), la pipa (č, š, ž) e il macron (ū).

### Lingue celtiche

#### Gaelico scozzese
L'alfabeto gaelico scozzese include solo accenti gravi per contrassegnare le vocali lunghe.

#### Gallese
Nell'alfabeto gallese sono presenti ventotto segni diacritici, tra cui: l'accento grave (à, è, ì, ò, ù, ẁ, ỳ), l'accento acuto (á, é, í, ó, ú, ẃ, ý), l'accento circonflesso (â, ê, î, ô, û, ŵ, ŷ) e la dieresi (ä, ë, ï, ö, ü, ẅ, ÿ).

#### Irlandese
L'alfabeto irlandese include solo accenti acuti per contrassegnare le vocali lunghe.

### Lingue ugro-finniche

#### Estone
Nell'alfabeto estone sono presenti sei segni diacritici, tra cui: la pipa (š, ž), la tilde (õ) e l'Umlaut (ä, ö, ü).

#### Finlandese
Nell'alfabeto finlandese sono presenti cinque segni diacritici, tra cui: la pipa (š, ž), l'anello (å) e l'Umlaut (ä, ö).

#### Ungherese
Nell'alfabeto ungherese sono presenti nove segni diacritici, tra cui: l'accento acuto (á, é, í, ó, ú), l'Umlaut (ö, ü) e il doppio accento acuto (ő, ű).

### Lingue germaniche

#### Faroese
Nell'alfabeto faroese sono presenti sei segni diacritici, tra cui: l'accento acuto (á, í, ó, ú, ý) e la lettera ø.

#### Islandese
Nell'alfabeto islandese sono presenti sette segni diacritici, tra cui: l'accento acuto (á, é, í, ó, ú, ý) e l'Umlaut (ö).

#### Danese
Nell'alfabeto danese sono presenti due segni diacritici, tra cui: l'anello (å) e la lettera ø.

#### Norvegese
Nell'alfabeto norvegese, come in quello danese, sono presenti due segni diacritici, tra cui: l'anello (å) e la lettera ø.

#### Svedese
Nell'alfabeto svedese sono presenti tre segni diacritici, tra cui: l'Umlaut (ä, ö) e l'anello (å).

### Lingue romanze

#### Romeno
Nell'alfabeto romeno sono presenti cinque segni diacritici, tra cui: il breve (ă), l'accento circonflesso (â, î) e la virgola (ș, ț).

#### Spagnolo
Nell'alfabeto spagnolo è presente tre segni diacritici, tra cui: l'accento acuto (á, é, í, ó, ú), la tilde (ñ), e la dieresi (ü).

## Segni diacritici di scritture non latine

### Arabo
- (ئ ؤ إ أ e indipendente ء) hamza: indica uno colpo di glottide
- (ــًــٍــٌـ) tanwīn
- (ــّـ) shadda: indica un raddoppio di una consonante
- (ٱ) waṣla
- (آ) madda
- (ــٰـ) apice alif
- Harakat (in arabo: حركات):
  - (ــَـ) fatḥa
  - (ــِـ) kasra
  - (ــُـ) ḍamma
  - (ــْـ) sukūn

### Coreano
Nel coreano esistono i due segni diacritici 〮 e 〯 , noti come Bangjeom (in coreano: 방점; 傍 點), che vengono usati per contrassegnare gli accenti di tono. Vengono posti a sinistra della sillaba in scrittura verticale e sopra la sillaba in scrittura orizzontale.
Il governo sudcoreano ha ufficialmente rivisitato la latinizzazione della lingua coreana nel luglio 2000 per eliminare i segni diacritici.

### Giapponese
Il giapponese si avvale di alcuni segni diacritici apposti a grafemi di sillabe hiragana o katakana al fine di trascrivere fonemi modificati rispetto al grafema iniziale.
Il giapponese utilizza due segni diacritici:
- Il primo (゛) è un segno, composto da due piccoli tratti obliqui, che permette di vocalizzare i suoni, e che ha più denominazioni:
  - dakuten (濁点, «punto sonoro»),
  - nigori (濁り), abbreviazione di nigoriten (濁り点),
  - e più comunemente ten-ten (点点 o 点々, «punto punto») ;
- Il secondo (゜) è un piccolo cerchio, che permette di trasformare h e p,  e che ha due nomi:
  - handakuten (半濁点, punto semi-sonoro),
  - e più comunemente maru (丸, « cerchio »).

#### Modifiche degli hiragana e dei katakana
- K + ゛ = G 
  - Esempio: Ki ->  き + ゛o キ + ゛= ぎ - ギ Gi - Pronunciato come "Ghi"
- S + ゛ = Z 
  - Esempio: So ->  そ + ゛o ソ + ゛= ぞ - ゾ Zo
- SH + ゛ = J 
  - Esempio: Shi ->  し + ゛o シ + ゛= じ - ジ Ji
- T + ゛ = D 
  - Esempio: To ->  と + ゛o ト + ゛= ど - ド Do
- CH + ゛ = J 
  - Esempio: Chi ->  ち + ゛o チ + ゛= ぢ - ヂ Ji (questo suono è equivalente a Shi+゛, ma praticamente inutilizzato)
- TS + ゛ = Z 
  - Esempio: Tsu ->  つ + ゛o ツ + ゛= づ - ヅ Zu (questo suono è equivalente a Su+゛, ma praticamente inutilizzato)
- H + ゛ = B 
  - Esempio: Hi ->  ひ + ゛o ヒ + ゛(Nigori.) = び - ビ Bi
- H +゜: Hi ->  ひ + ゜o ヒ + ゜(Maru.) = ぴ - ぴ Pi

#### Modifiche dei katakana
Le modifiche dei katakana sono le stesse di quelle degli hiragana. Si trascrive solo in più il suono [v] (nelle parole straniere e non) con :
- U + ゛ = V

### Greco antico
Nel greco arcaico non esisteva alcun tipo di segno diacritico (né tantomeno le lettere minuscole), infatti questi ultimi sono apparsi nel periodo ellenistico.

#### Spiriti
Gli spiriti indicano la presenza (spirito aspro) o l'assenza (spirito dolce) di un'aspirazione di una parola. Essi vengono posti:
- sopra la lettera (se minuscola): ἁ, ἀ, ῥ, ῤ
- a sinistra della lettera (se maiuscola): Ἁ, Ἀ, Ῥ, ᾿Ρ
- sulla seconda vocale di un dittongo: αὑ, αὐ, Αὑ, Αὐ

Come già detto, esistono due tipi di spiriti:
- spirito aspro (῾◌)
- spirito dolce (᾿◌)

#### Accenti
La lingua greca ha un accento musicale, cioè non consiste sull'intensità vocale, bensì sull'altezza del suono. Esistono tre tipi di accenti:
- accento acuto (◌́): indica l'elevazione della voce
- accento grave (◌̀): indica l'abbassamento della voce
- accento circonflesso (◌̂): indica l'iniziale elevazione e il successivo abbassamento della voce

La collocazione degli accenti è identica a quella degli spiriti:
- sopra la lettera: ά, ᾶ, ὰ
- a sinistra della lettera (in questo caso, l'accento è sempre preceduto dallo spirito): Ἄ, Ἂ, Ἆ
- sulla seconda vocale di un dittongo (anche preceduto da uno spirito): αύ, αὺ, αῦ, αὔ, αὒ, αὖ, Αὔ, Αὒ, Αὖ

#### Dieresi
La dieresi (◌̈) apparse per la prima volta nel Medioevo. Viene posta solo sullo iota (Ι; ι) e sullo ypsilon (Υ; υ):  Ϊ, Ϋ, ϊ, ϋ.

#### Iota sottoscritto
Lo iota sottoscritto (◌ͅ) fu introdotto dai filologi bizantini nel XII secolo d.C. Viene posto alle vocali alfa (Α; α), eta (Η; η) e omega (Ω; ω): ᾳ, εͅ, ῃ, ιͅ, οͅ, υͅ, ῳ.

### Greco moderno
Il greco moderno ha eliminato il sistema politonico del greco antico nel 1982 con una riforma che ha introdotto il sistema monotonico, che prevede di accentare - con il solo accento acuto - solo i polisillabi e qualche monosillabo con funzione distintiva; gli spiriti sono del tutto eliminati. Esiste inoltre la dieresi, per separare due vocali che altrimenti formerebbero dittongo cambiando la pronuncia, ad esempio ευρωπαϊκός evropaikòs, che senza dieresi si leggerebbe evropekòs.

### Sanscrito
Il sanscrito compone lettere dell'alfabeto devanagari, che sono vocali combinate con consonanti, che hanno segni diacritici. Ka (in sanscrito: क) è mostrato con segni diacritici vocalici, ovvero: ◌T, T ᷇◌, ◌ T᷆, ◌͜, ◌̯, ◌̜̜, ◌̙, ecc.

क con l'aggiunta di diversi segni diacritici

## Segni diacritici nella filologia
Nel campo della filologia e dell'edizione critica di un testo,  sono stati istituiti degli specifici segni diacritici per comprendere le scelte dell'editore nella ricostruzione di un testo.
Si riportano solo i segni principali, quelli della filologia moderna, benché alcuni come l'obèlos e la coronide, della filologia antica alessandrina, fossero usati anche nell'epoca dei filologi alessandrini.
- ... (i punti di sospensione in una frase, a inizio, nel mezzo, alla fine del rigo), indicano lacuna. I punti sotto le lettere di parola: parole illeggibili e incerte a causa di corruttela del testo
- ]ὠμέγα[: lacuna del testo nelle estremità a causa di deterioramento del supporto scrittorio, tipo papiro, a volte la lacuna può essere solo a destra o sinistra.
- [ ... ]: lacuna all'interno del testo, di cui non si conosce la quantità di lettere mancanti.
- [ὠμέγα]: lacuna colmata dall'editore, tuttavia è un segno di espunzione, in quanto l'editore ritiene che la parola o la frase non faccia parte del testo originale.
- (ὠμέγα): scioglimento di un'abbreviazione o un simbolo del testo manoscritto di riferimento usato per l'edizione critica.
- [[ὠμέγα[.]: indica la cancellazione di parola dello scriba; se il segno è ..., l'editore non riesce a comprendere le lettere cancellate dallo scriba. (Il punto tra le parentesi serve a evitare che Wikipedia lo mostri come un rimando a un'altra pagina)
- †...†: crux desperationis: l'antico obelos (obelisco) alessandrino di Aristofane di Bisanzio, che sta a definire la corruttela del testo, e l'impossibilità dell'editore di sanare il problema; a volte una parola o una frase, o lettera, è inserita tra le cruces, segno che il contenuto non è certo, e che l'editore ha provato a sanare la lacuna.
- {ὠμέγα}: interpolazioni dello scriba, errori di cui si è accorto il copista, ripetizioni ecc, e per tanto parole espunte dall'editore moderno.
- <ὠμέγα>: parola o lettera omessa dal copista, accertata dall'editore, il quale però integra nell'edizione, grazie alla presenza di altri manoscritti, ritenendo che la suddetta parola faccia parte del testo originale.